# 杜什科·皮耶特洛维奇
杜什科·皮耶特洛维奇（1985年4月25日—）生于诺维萨德，是一名塞尔维亚男子水球运动员。他的哥哥戈伊科同样也是一名水球运动员，两人多次一同随国家队参加国际比赛。杜什科于1992年开始练习水球，当时他的父亲听从邻居的建议让他和哥哥戈伊科练习这项运动。杜什科曾在2015年世锦赛获选为赛事最有价值球员。